# Lento Goffi
Lento Goffi, född 15 november 1923 i Chiari, död 14 januari 2008 i Brescia, var en italiensk poet.

## Biografi
Han föddes 1923 i en antifascistisk familj och avlade examen i modern litteratur vid universitetet i Milano. Han har publicerat bland annat i tidningen Il Bruttanome. Han tillhörde fjärde generationen av Lombardlinjen (en litterär strömning som utvecklades i Lombardiet från slutet av 1800-talet och under 1900-talets första tre fjärdedelar).
Han var gift med Elisa Marchina; paret hade en son, Giorgio.
Goffi dog 2008 på en äldrevårdsinrättning i Brescia.

## Publicerade böcker
- 1962: Lunar ietto (Il Bruttanome)
- 1964: Cinque poesie e una prosa (Sigma)
- 1968: Dalla Marca d'Oriente (Scheiwiller)[6]
- 1971: Un'isola, si, con sei incisioni di Franca Ghitti (L.N.C.)
- 1974: Evasivamente flou (Scheiwiller Books)
- 1979: Cronachetta, con sei incisioni di Franca Ghitti (Scheiwiller)
- 1981: Un sabato di febbraio (Società di poesia)[7]
- 1984: L'attimo incolore, con tre acqueforti di Giovanni Repossi (Il Farfengo)
- 1986: Diario per l'assente (Lo Specchio, Mondadori)
- 1991: L'amata Phegea (La Quadra)
- 1994: Per orbite interne (La Quadra)